# Serbische U20-Eishockeynationalmannschaft
Die serbische U20-Eishockeynationalmannschaft vertritt seit 2007 den Eishockeyverband Serbiens im Eishockey in der U20-Junioren-Leistungsstufe bei internationalen Wettbewerben. Ihre bisher beste Platzierung war der erste Platz beim Turnier der Gruppe B der Division II und der damit verbundene Aufstieg in die Gruppe A bei der U20-Junioren-Weltmeisterschaft 2019.

## Geschichte
Die serbische U20-Nationalmannschaft hat ihre Ursprünge in der jugoslawischen U20-Eishockeynationalmannschaft, die zwischen 1981 und 1992 die Sozialistische Föderative Republik Jugoslawien auf internationaler Ebene vertrat. An ihre Stelle trat nach dreijähriger Pause und der Abspaltung Sloweniens und Kroatiens die Mannschaft der Bundesrepublik Jugoslawien. Mit der Übernahme der neuen Verfassung und der Umbenennung  zur Staatengemeinschaft Serbien und Montenegro trat sie ab 2003 als serbisch-montenegrinische U20-Eishockeynationalmannschaft an die Stelle des jugoslawischen Teams.
Aus der Abspaltung Montenegros im Sommer 2006 ging schließlich die serbische U20-Auswahl hervor, die den Platz der serbisch-montenegrinischen Mannschaft übernahm. Montenegro setzte sein Eishockeyprogramm bei den U20-Junioren derweil nicht fort. Mit Beginn der U20-Junioren-Weltmeisterschaft 2007 im Dezember 2006 spielte das serbische Team in der Division II, stieg aus dieser aber ab. Im folgenden Jahr gelang der direkte Wiederaufstieg als Zweiter der Division III, ebenso im Jahr 2011. Nach der Neustrukturierung der Weltmeisterschaft etablierte sich Serbien ab 2012 in der Gruppe B der Division II und belegte dort in den folgenden Jahren Platzierungen im gesicherten Mittelfeld unter anderem mit dem ehemaligen NHL-Spieler Dan Kesa als Cheftrainer. Bei der U20-Junioren-Weltmeisterschaft 2019 gelang im achten Jahr in der B-Gruppe ungeschlagen der Aufstieg in die Gruppe A der Division II. Bereits im Folgejahr musste das Team wieder absteigen.

## WM-Platzierungen
- 1981–1992 – siehe Jugoslawische U20-Eishockeynationalmannschaft
- 1995–2006 – siehe Serbisch-montenegrinische U20-Eishockeynationalmannschaft
- 2007 – Division II (Gruppe B), 6. Platz (Abstieg in die Division III)
- 2008 – Division III, 2. Platz (Aufstieg in die Division II)
- 2009 – Division II (Gruppe A), 5. Platz
- 2010 – Division II (Gruppe B), 6. Platz (Abstieg in die Division III)
- 2011 – Division III, 2. Platz (Aufstieg in die Division IIB)
- 2012 – Division II B, 3. Platz
- 2013 – Division II B, 3. Platz
- 2014 – Division II B, 3. Platz
- 2015 – Division II B, 5. Platz
- 2016 – Division II B, 3. Platz
- 2017 – Division II B, 3. Platz
- 2018 – Division II B, 2. Platz
- 2019 – Division II B, 1. Platz (Aufstieg in die Division IIA)
- 2020 – Division II A, 6. Platz (Abstieg in die Division IIB)
- 2021 – keine Austragung
- 2022 – keine Austragung
- 2023 – Division II B, 3. Platz
- 2024 – Division II B, 2. Platz
- 2025 – Division II B, 3. Platz